# アン・ヒューズ
アン・ヒューズ（ Ann Hughes 1960年1月21日-) はイギリス出身の柔道選手。現役時代は56kg級の選手。

## 人物
1986年に世界選手権56kg級で優勝を果たした。1987年の世界選手権では3位だった。翌年のソウルオリンピック(公開競技)では5位に終わりメダルを獲得できなかった。1989年の世界選手権では決勝でフランスのカトリーヌ・アルノーに有効で敗れたが2位となった。その後、引退してイギリス女子チームのコーチを務めていたが、バルセロナオリンピック後に辞任した。

## 主な戦績
- 1981年 - ヨーロッパ選手権　優勝
- 1981年 - イギリス国際　優勝
- 1982年 - イギリス国際　2位
- 1983年 - ヨーロッパ選手権　優勝
- 1984年 - ドイツ国際　2位
- 1984年 - イギリス国際　3位
- 1985年 - ドイツ国際　3位
- 1985年 - ヨーロッパ選手権　3位
- 1985年 - オーストリア国際　優勝
- 1985年 - イギリス国際　優勝
- 1985年 - 福岡国際　優勝
- 1986年 - ドイツ国際　3位
- 1986年 - ヨーロッパ選手権　3位
- 1986年 - オーストリア国際　3位
- 1986年 - 英連邦競技大会　優勝
- 1986年 - 世界選手権　優勝
- 1986年 - 福岡国際　2位
- 1987年 - ヨーロッパ選手権　2位
- 1987年 - 世界選手権　3位
- 1988年 - イギリス国際　2位
- 1988年 - ソウルオリンピック　5位
- 1989年 - イギリス国際　3位
- 1989年 - オーストリア国際　優勝
- 1989年 - 世界選手権　2位
- 1990年 - 英連邦競技大会　3位